# Ганчірка міста зоряного пилу (Пікар)
Ганчірка міста зоряного пилу (Stardust City Rag) — п'ятий епізод першого сезону американського телевізійного серіалу «Зоряний шлях: Пікар». Сценарій епізоду написав Кірстен Бейєр, режисування Джонатана Фрейкса. Перший показ відбувся 20 лютого 2020 року.

## Зміст
У першому спогаді на планеті Вергрессен в системі Гіпатії у колонії Сім куполів чоловік лежить на столі, а хтось витягує його око з очниці… Багато років тому Сьома-з-Дев'яти була змушена евтаназувати свого близького друга і вихованця Ічеба після того, як його імплантати борґа вирвала торговець чорного ринку Бджайзл.
Жінка на ім'я Бджайзл проводить суд у казино на планеті Фріклауд в системі Альфа-Дорадус. Її помічник, Вуп, повідомляє, що прибув Брюс Меддокс. І хоча перший інстинкт Бджайзл — просто вбити його, вона замість цього сідає, щоб поговорити з ним. Меддокс розповідає, що лабораторія, яку він побудував після отримання кредиту від Бджайзл, була розплавлен на молекулярному рівні; він підозрює, що до цього причетна організація «Тал Шаар». Бджайзл вводить його в наркотичний стан і вирішує передати таємній поліції ромуланців за гроші.
Тепер Сьома подорожує на «Ла-Серені» до Фріклауда, де Раффі дізнається, що Бджайзл утримує Меддокса в полоні та має намір продати його ромуланцям. Сьома відвідує Пікара в його кабінеті. За два десятиліття, відколи «Вояджер» повернувся додому, Сьома приєдналася до рейнджерів Фенріса — організації, яка патрулювала колишню нейтральну зону Ромула. Пікар захоплюється їхньою відданістю закону та порядку, але засуджує тактику Vigilante Man. Сьома запитує, чому Пікар вирушив таким чином, і Жан-Люк пояснює — він у дипломатичній місії, яка її не цікавить. Однак коли він повідомляє їй гасло «Врятуй цю людину, врятуй світ», Сьома заінтригована. У своїй квартирі Джураті дивиться запис, як доктор Меддокс випікає шоколадну стружку старомодним способом. Запис закінчується тим, що він і Джураті цілуються.
«Ла-Серена» виходить на орбіту Фріклауда. Оминувши купу надокучливих спливаючих оголошень (Елнор, на його розчарування, не отримує жодного), Музікер заявляє, що знайшла Брюса Меддокса. Однак, щоб затримати його, їм доведеться рушити під прикриттям та укласти угоду з Бджайзл. Ріос представлятиме себе як посередник, який полегшує ділові угоди. Це змушує Ріоса відмовитися від своєї «задумливої екзистенціалістичної рутини космонавта» заради чогось трохи яскравішого. Щоб звільнити Меддокса, команда Пікара організовує обмін полоненими — із Сьомою як приманкою. Пікар гратиме протилежну сторону — прийнявши образ «малорозумного француза» та (як він вважає) акцент. Тим часом
Елнор, який так і не зміг брехати, буде Елнором, який ніколи не розмовляє. Джураті залишиться на борту, щоб керувати транспортером.
Раффі без успіху намагається відновити стосунки зі своїм відчуженим сином Габріелем, перш ніж повернутися до «Ла-Серени». Раффі стверджує, що вона «чиста», оскільки відмовилася від своєї роботи в розвідці Зоряного флоту. Але Ґабріель нічого з цього не помічає, сумніваючись, чи варті її «змови божевільного жерстяного капелюха» відчуження від родини. Раффі повертається до нього і заявляє, що вона справді параноїк: існує урядова змова, щось на кшталт «Конклав восьми». І це спростовує твердження, що вона змінилася. Саме тоді приходить вагітна ромуланка. Ґабріель знайомить свою дружину Пел із Рафаелою, яка, як він стверджує, просто проїжджає і збиралася йти, перш ніж відштовхнути її геть.
Бджайзл впізнає Сьому, і вона говорить шараду та розкриває свій справжній намір: убити та помститися за Ічеба. Сьома та Бджайзл обмінюються гостротами — остання про те, як вона розчленувала Ічеба на частини. Сьома ж про те, як їй вдалося втекти. Незважаючи, що Сьома була буквально найціннішою річчю у всесвіті для технологічного брокера частин боргів, як Бджайзл. Сьома вимикає секрет наручників і бере ворога за горло, а Пікар вражений розумінням того, що для Сьомої це особисте. Ріос ліквідує охоронця Бджайзл — він готувався стріляти в групу. Пікар переконує Сьому не мститися, і Меддокса благополучно відправляють на корабель. Однак Сьома все ще залишається байронічним героєм і розуміє, що її помста ускладнить ситуацію. Тому вона здається і повертається до «Ла-Серени».
Пікар, схвалюючи рішення Сьомої, пропонує її підвезти. Вона відмовляється, оскільки рейнджери надіслали їй корабель на заміну, хоча Сьома й «позичила» кілька фазерних гвинтівок. Натомість вона дає йому маяк лиха, який він може активувати — якщо буде така потреба. Сьома має передчуття — це буде важливо пізніше. Вона повертається на Фріклауд. Бджайзл вражена розвитком особи Сьомої, яка покинула свою бурхливу нестямну спрагу помсти заради життя Пікара. Сьома відповідає, що Пікар все ще вірить у милосердя, і не хоче розчаровувати його. Однак, коли вони лише двоє, пощади нема і Аніка вбиває Бджайзл.
Пікард йде поговорити з Раффі, яка зачинена у своїй каюті та відмовляється виходити. У лазареті «Ла-Серени» Меддокс розповідає Пікару, що він послав Соджі та Дадж на Артефакт і Землю відповідно, щоби виявити справжню мотивацію заборони синтетів і ШІ Зоряним флотом. Після того, як Пікар залишив його, Джураті стикається з Меддоксом і обговорює той факт, що раніше вони таємно підтримували стосунки. Потім Джураті вбиває Меддокса. EMH знову матеріалізується, запитуючи про невідкладну психіатричну допомогу Агнес, але Джураті вимикає його, спостерігаючи зі сльозами на очах, як помирає доктор Брюс Меддокс.

## Створення
Музичну тему до серіалу написав Джефф Руссо

## Сприйняття та відгуки
На сайті «Rotten Tomatoes» епізод отримав 82 % підтримки. В резюме зазначено: «Ганчірка міста зоряного пилу» приголомшує шанувальників завдяки яскравій історії розбійницького нальоту, що робить його найцікавішим епізодом «Пікара»".
В огляді «StarTrek.com» зазначалося: «Початок п'ятого епізоду „Зоряного шляху: Пікар“ є жорстоким і несподіваним. Глядачі бачать добре промальовану сцену, яка, за всіма ознаками, є тортурами. Тільки стає зрозуміло, що розкриття цієї інформації не є кінцевою метою.
У будь-якому випадку сюжет „Зоряного шляху: Пікар“ значно поглибився. І єдине, що зараз ясно, це те, що „Ла Сирена“, ймовірно, попрямує до куба Борга, а також до Соджі та Нарека в наступному епізоді.»
«Den of Geek»: «Якщо епізод минулого тижня відстоював радикальну чесність (принаймні зовнішньо), то „Ганчірка міста Зоряного пилу“ — це повною мірою про брехню, яку ми говоримо собі та один одному, щоб пережити день і отримати те, чого хочемо. Для Жана-Люка та друзів брехня є необхідною частиною роботи, коли всі вони йдуть під прикриттям, намагаючись врятувати Брюса Меддокса з лап Бджайзла, злочинного авторитета в Фріклауді, який планує продати його „Жат Ваш“. Але саме обмани, в які команда не вплутана, зрештою піддають групу небезпеці — і роблять сюжетну лінію неймовірно заплутаною.»
«Tor.com»: «Цього тижня не було ні Нарека, ні Соджі — взагалі жодних сцен на „Артефакті“. І це добре, оскільки сюжет рухався. Наступного тижня, згідно з попереднім переглядом, Пікар рушить до мертвого Куба. І тоді змова Нарека й Соджі також може врешті рухатися вперед. Ми мали більше натяків на грандіозну змову, як від Музікер, так і від Меддокса. І було б справді добре, якби ми також дали певний хід у цьому питанні…»
«TV Tropes» здійснює детальний розбір аналогій, неспівпадінь та недоречностей епізоду.
Лорі Ольстер з «TrekMovie.com» зазначено: «Загалом, це був нерівний епізод і мій найменш улюблений наразі. Незважаючи на веселе вбрання та чудові моменти Сьомої-з-дев'яти. Це було трохи неспокійно, й деякі моменти інтенсивного плану заслуговували на більше часу. Це виглядало дещо метушливо, як фрагмент швидкої дії, але в результаті вийшло найжорстокіше насильство, яке ми бачили досі, і набагато більше трагедії, ніж комедії.»
«IGN»: «„Зоряний шлях: Пікар“ отримав значну користь від прибуття Джері Раяна і Сьомої-з-Дев'яти цього тижня, пропонуючи приголомшливу взаємодію між Раяном і Патріком Стюартом. Планета азартних ігор Фрвклауд є ідеальним фоном для кумедної зміни на штиб пограбування для загону Пікара. І більша сюжетна лінія також, здавалося, досягла певного прогресу після тижнів повільного розгортання — навіть якщо пропустити речі Соджі/Нарек/Артефакт.»
На сайті «IMDb» станом на серпень 2023 року епізод отримав 6.9 з 10 зірок схвалення при 5100 голосах.

## Знімались
| Актор             | Роль                           |
| ----------------- | ------------------------------ |
| Патрік Стюарт     | Жан-Люк Пікар                  |
| Елісон Пілл       | Агнес Джураті                  |
| Еван Евагора      | Елнор                          |
| Мішель Герд       | Раффі Музікер                  |
| Сантьяго Кабрера  | Крістобаль Ріос                |
| Джері Раян        | Сьома-з-Дев'яти                |
| Домінік Берджес   | Вап                            |
| Некар Задеган     | Бджайзл                        |
| Джон Алес         | Брюс Меддокс                   |
| Мейсон Гудінг     | Габріель Хван                  |
| Лендрі Олбрайт    | Чоп Док                        |
| Кей Бесс          | голос комп'ютера "Ла-Серени"   |
| Аюші Чхабра       | Пей                            |
| Кейсі Чайлдс      | нічна піаністка                |
| Кейсі Кінг        | Ічеб                           |
| Сем Марра         | бармен                         |
| Дестіні Річардсон | інопланетний гоу-гоу танцюрист |